# Uno Wallentin
Uno Wallentin, född 15 april 1905 i Göteborg, död 8 oktober 1954 i Norrköping, var en svensk seglare som tävlade i starbåt. Han seglade för KSSS. Han blev olympisk silvermedaljör i Berlin 1936 tillsammans med Arvid Laurin.